# Pfaffenhofen (Germania)
Pfaffenhofen è un comune tedesco di 2 382 abitanti, situato nel land del Baden-Württemberg.
È attraversato dal fiume Zaber.